# Forțele Aeriene ale Statelor Unite ale Americii

Emblema Forțelor Aeriene ale SUA

United States Air Force (USAF) sunt forțele aeriene ale Statelor Unite ale Americii.
United States Air Force (USAF) s-a format în data de 18 septembrie 1947. 
Efectivele USAF:
- 329.638 persoane active
- 94.597 persoane la garda națională aeriană
- 68.872 rezerviști
- 5.573 avioane (din care 2.132 avioane de luptă)
- 450 rachete balistice intercontinentale
- 32 sateliți artificiali.

## Grade militare

### Ofițeri
| Nivel salarizare                            | Special¹                             | O-10    | O-9                | O-8           | O-7                | O-6     | O-5                | O-4   | O-3     | O-2              | O-1               |
| ------------------------------------------- | ------------------------------------ | ------- | ------------------ | ------------- | ------------------ | ------- | ------------------ | ----- | ------- | ---------------- | ----------------- |
| Rang                                        |                                      |         |                    |               |                    |         |                    |       |         |                  |                   |
| Nume în limba engleză                       | General of the Air Force             | General | Lieutenant General | Major General | Brigadier General  | Colonel | Lieutenant Colonel | Major | Captain | First Lieutenant | Second Lieutenant |
| Denumire în limba română                    | Mareșal(grad numai in caz de razboi) | General | General locotenent | General maior | General de brigadă | Colonel | Locotenent-colonel | Maior | Căpitan | Locotenent       | Sublocotenent     |
| Prescurtare                                 | GOAF                                 | Gen     | Lt Gen             | Maj Gen       | Brig Gen           | Col     | Lt Col             | Maj   | Capt    | 1st Lt           | 2d Lt             |
| Cod NATO                                    | OF-10                                | OF-9    | OF-8               | OF-7          | OF-6               | OF-5    | OF-4               | OF-3  | OF-2    | OF-1             | OF-1              |
| - ¹ Grad onorific / folosit numai în război |                                      |         |                    |               |                    |         |                    |       |         |                  |                   |

De la gradul de locotenent la gradul de locotenent-major după doi ani de serviciu satisfăcător promovarea este automată, la fel în cazul promovării la gradul de căpitan. Peste gradul de maior însă promovarea depinde de decizia unei comisii. În general după 9-10 ani de serviciu o parte a căpitanilor sunt promovați maiori, după 13-16 ani o parte din maiori sunt promovați la gradul de locotenent-colonel, iar după aproximativ 20 de ani o parte din locotenenți-colonei vor fi colonei.

### Subofițeri
| Nivel de salarizare      | E-9                                    | E-9                                 | E-9                                 | E-9                                 | E-8                                 | E-8                                 | E-7             | E-7             | E-6                | E-5            | E-4           | E-3                | E-2                                 | E-1                                 |
| ------------------------ | -------------------------------------- | ----------------------------------- | ----------------------------------- | ----------------------------------- | ----------------------------------- | ----------------------------------- | --------------- | --------------- | ------------------ | -------------- | ------------- | ------------------ | ----------------------------------- | ----------------------------------- |
| Rang                     |                                        |                                     |                                     |                                     |                                     |                                     |                 |                 |                    |                |               |                    |                                     | Fără                                |
| Nume în limba engleză    | Chief Master Sergeant of the Air Force | Command Chief Master Sergeant       | Chief Master Sergeant               | Chief Master Sergeant               | Senior Master Sergeant              | Senior Master Sergeant              | Master Sergeant | Master Sergeant | Technical Sergeant | Staff Sergeant | Senior Airman | Airman First Class | Airman                              | Airman Basic                        |
| Denumire în limba română | (În armata română nu au echivalent)    | (În armata română nu au echivalent) | (În armata română nu au echivalent) | (În armata română nu au echivalent) | (În armata română nu au echivalent) | (În armata română nu au echivalent) |                 |                 |                    |                |               |                    | (În armata română nu au echivalent) | (În armata română nu au echivalent) |
| Rövidítés                | CMSAF                                  | CCM                                 | CMSgt                               | CMSgt                               | SMSgt                               | SMSgt                               | MSgt            | MSgt            | TSgt               | SSgt           | SrA           | A1C                | Amn                                 | AB                                  |
| Cod NATO                 | OR-9                                   | OR-9                                | OR-9                                | OR-9                                | OR-8                                | OR-8                                | OR-7            | OR-7            | OR-6               | OR-5           | OR-4          | OR-3               | OR-2                                | OR-1                                |
|                          |                                        |                                     |                                     |                                     |                                     |                                     |                 |                 |                    |                |               |                    |                                     |                                     |